# Jiřice u Moravských Budějovic

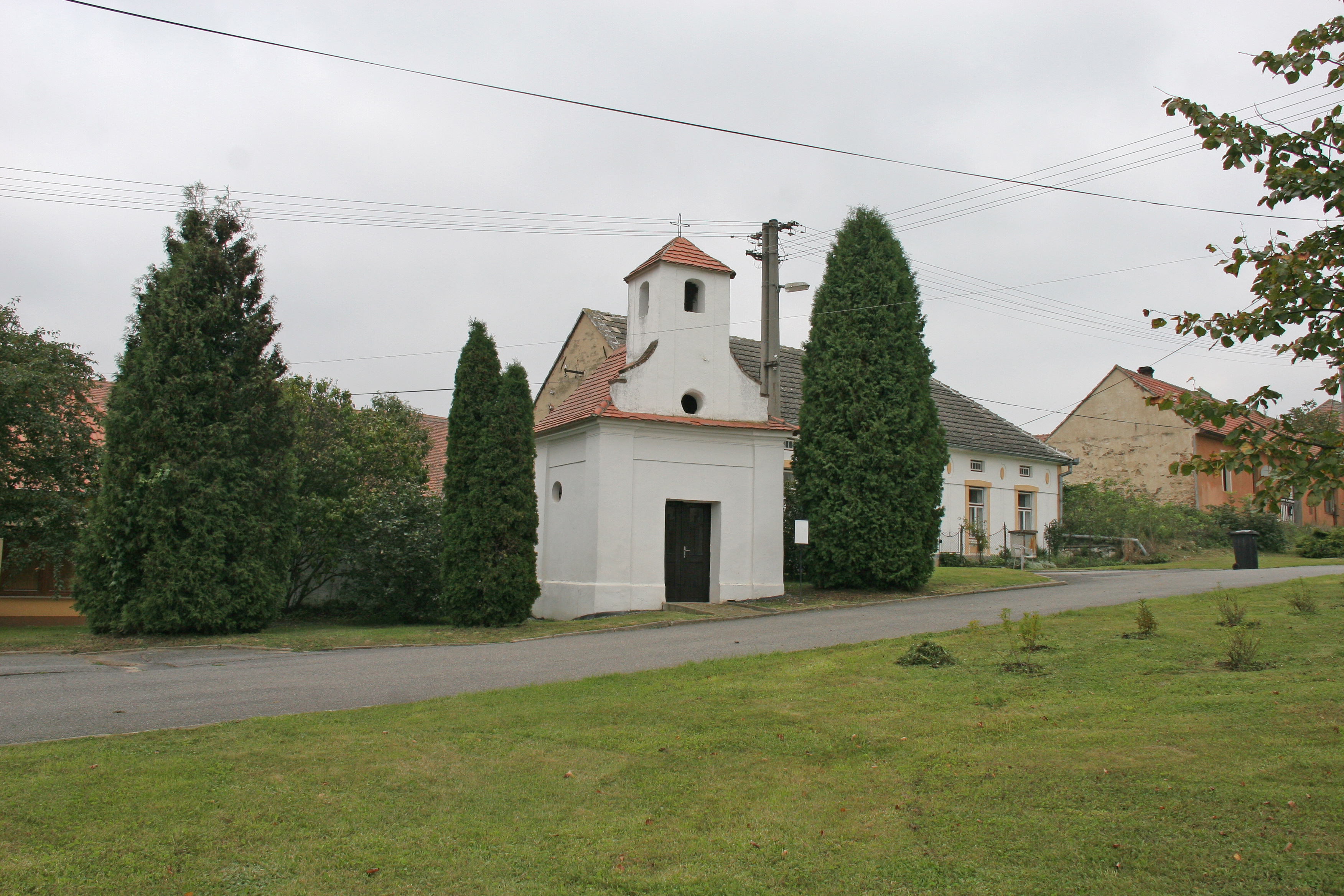
Kapelle

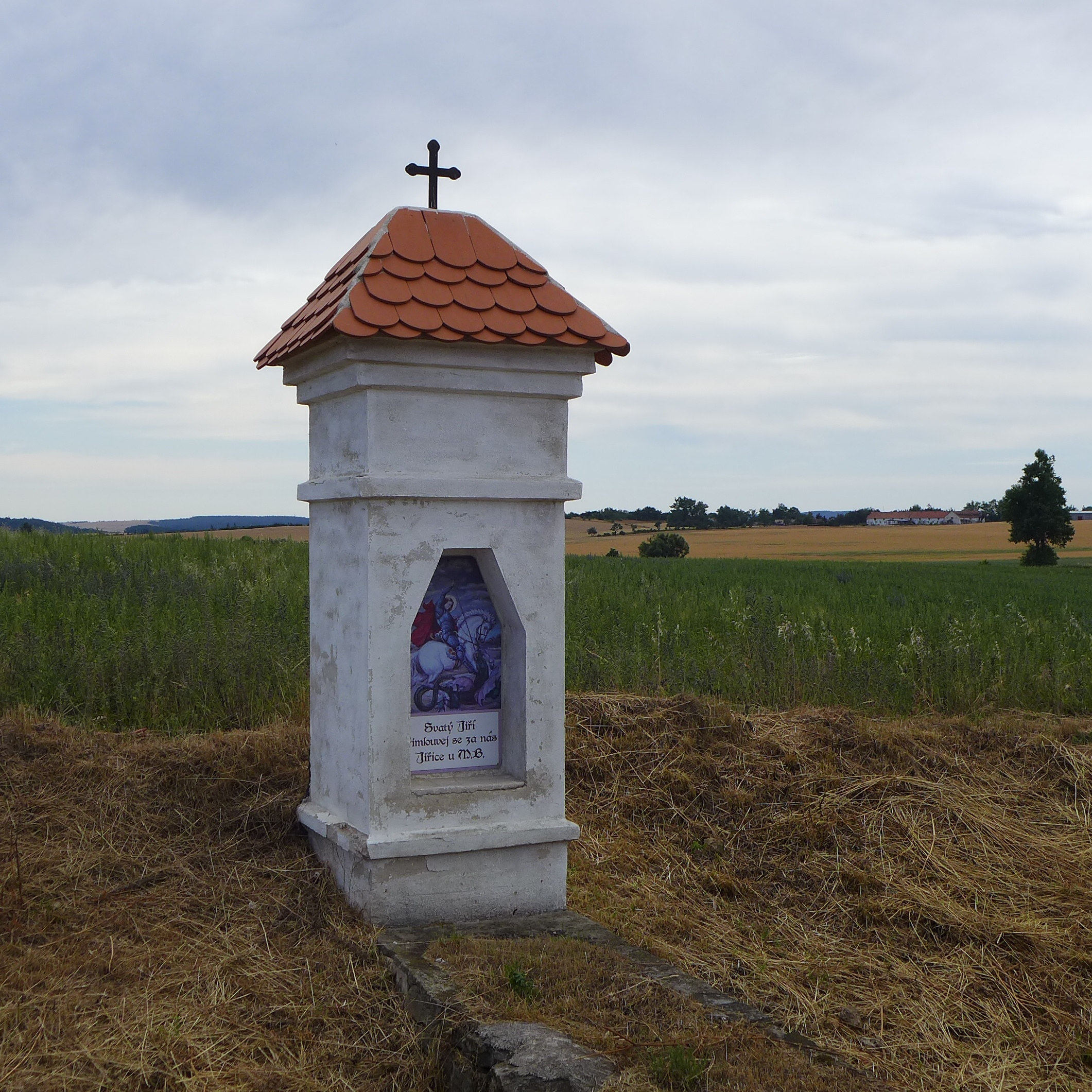
Bildstock

Jiřice u Moravských Budějovic, bis 1961 Jiřice (deutsch Irzitz, auch Iřitz bzw. Irschitz) ist eine Gemeinde in Tschechien. Sie liegt fünf Kilometer westlich von Jevišovice und gehört zum Okres Znojmo.

## Geographie
Jiřice u Moravských Budějovic befindet sich auf einer Ebene am Rande der Thaya-Schwarza-Senke auf dem Gebiet des Naturparks Jevišovka. Nördlich des Dorfes liegt das Tal der Nedveka und südlich das der Jevišovka. Im Nordosten erhebt sich in der Jevišovická pahorkatina (Jaispitzer Hügelland) der Štírák bzw. Škorpión (421 m n.m.), südöstlich der Hložek (409 m n.m.).
Nachbarorte sind Radkovský Mlýn, Kyničky, Ohrazenice und Příštpo im Norden, Rozkoš und Slatina im Nordosten, Střelice und Jevišovice im Osten, Bojanovice im Südosten, Boskovštejn im Süden, Pavlice und Grešlové Mýto im Südwesten, Blanné und Prokopov im Westen sowie Červený Mlýn, Zvěrkovice und Hostim im Nordwesten.

## Geschichte
Die erste schriftliche Erwähnung des zur Burg Bukovina gehörigen Dorfes Jerecz erfolgte 1349 als Besitz der Brüder Hartleb, Jindřich und Smil von Bukovina. Ab 1399 folgten die Herren von Weitmühl als Besitzer. Ludwig von Weitmühl überließ die wüste Burg Bukovina mit den Dörfern Hostim und Jehrzicze 1481 an Puta von Lichtenburg; Sitz der Herrschaft war ab dieser Zeit die Feste Hostim. Im Jahre 1550 wurde Gehržycz als ein wüstes Dorfes bezeichnet.
Nach dem Aussterben der Lichtenburger wurde Gehrzicze 1563 als Teil der Herrschaft Hostim an den mährischen Obersthofrichter Wenzel Hodický von Hoditz verkauft. Dieser tauschte die Herrschaft ein Jahr später bei Jiří Valecký von Mírov gegen Mißlitz ein. Valecký bewirtschaftete die Herrschaft wenig erfolgreich, und es begann ihr Ausverkauf. 1576 trennte er das Dorf Jiřice mit drei Mühlen an der Jevišovka sowie sieben Teichen von Hostim ab und verkaufte es an Jindřich Březnický von Náchod auf Horní Dunajovice. Dieser ließ 1584 in Boskovštejn eine Renaissancefeste erbauen und machte diese zu seinem neuen Sitz. Das Freigut Boskovštejn umfasste nur die Dörfer Boskovštejn und Jiřice. Zwei Jahre später schenkte Jindřich Březnický von Náchod die Feste und das Dorf Boskovštejn seiner Frau Kateřina Hrubčická von Čechtín. Nachfolgende Besitzer des Gutes Boskovštejn waren zwischen 1608 und 1613 Bohuchval Jaroslav von Náchod und seine Frau Mariana Předborská von Předboř. Nach Bohuchvals Tod verkauften die Vormünder seiner Kinder 1615 die Feste Boskovštejn mit einer Brauerei und den Dörfern Boskovštejn und Giržicze an Peter Wok von Náchod auf Žerotice. Dieser veräußerte das verschuldete Gut 1618 an Siegmund von Dietrichstein. Da der Protestant die Kaufsumme nicht gezahlt hatte, erhielten die Herren von Náchod das Gut nach einem Rechtsstreit zurück; 1630 wurde Jíří Březnický von Náchod in der Landtafel als Besitzer eingetragen. Er hatte im selben Jahre auch das Gut Hostim erworben und schloss Boskovštejn an dieses an. 1659 trennte Leopold Ferdinand Březnický von Náchod das Freigut Boskovštejn wieder von Hostim ab und verkaufte es an Zdenko Bohuslav Dubský von Třebomyslice, dem er dabei verschwieg, dass er die gesamte Herrschaft bereits hypothekarisch seiner Mutter und seiner Schwester verpfändet hatte, so dass der Käufer für das Gut schließlich noch einmal zahlen musste. 1679 verkaufte Zdenko Dubský von Třebomyslice das Gut Boskovštejn mit Giržicze an den Besitzer der Herrschaft Jaispitz, Marschall Jean-Louis Raduit de Souches, der es seinem jüngeren Sohn Karl Ludwig überschrieb. Damit war das Gut Boskovštejn wieder mit Hostim, das Karl Ludwigs älteren Bruder Johann Ludwig gehörte, vereinigt. 1682 erbte Karl Ludwig de Souches die Güter Jaispitz und Boskovštejn, zudem bewirtschaftete er auch Hostim als Vormund für seinen schwachsinnigen Bruder. Nach Karl Ludwigs plötzlichem Tod fiel das Erbe 1690 seinem unmündigen Sohn Karl Joseph zu, dessen Vormünder den Besitz in die Schulden führten. Das älteste Ortssiegel stammt von 1699, in der Inschrift lautet der Ortsname Girzizky.
1720 verkaufte Karl Joseph de Souches die verschuldete Herrschaft Hösting mit dem Freigut Boskowstein, den Dörfern Jersitz, Zvěrkovice, Rozkoš, Jiřice, Grešlové Mýto und zwei Schlössern, fünf Meierhöfen für 136.000 Rheinischer Gulden an den kaiserlichen Mundschenk und Hofkämmerer Konstantin Josef Graf von Gatterburg. Dieser überschrieb die Herrschaft 1732 seinem jüngsten Sohn Konstantin Joachim. Im Jahre 1751 wurde das Dorf als Giržitz bezeichnet. 1776 erbte Konstantin Joachims Neffe Prokop von Gatterburg die prosperierende Herrschaft und verpachtete sie zunächst an den Freiherrn von Wetzlar. 1788 kaufte Anton Graf Meraviglia die Herrschaft Hösting mit den zugehörigen Dörfern Blann, Boskowstein, Gröschlmaut, Giržitz, Prokopsdorf, Roskosch und Zerkowitz. Im Jahre 1797 überschrieb er die Herrschaft seiner Frau Eleonore, geborene von Abensperg und Traun. 1827 erbte ein Vetter, Anton Graf Meraviglia, die Herrschaft. Das Dorf Iřitz bzw. Gjřice bestand im Jahre 1843 aus 20 Häusern und hatte 120 Einwohner, die 28 Haushalte bildeten. Die Bewohner lebten von der Landwirtschaft. Pfarrort war Hösting. Bis zur Mitte des 19. Jahrhunderts blieb Iřitz der Herrschaft Hösting untertänig.
Nach der Aufhebung der Patrimonialherrschaften bildete Jiřice / Irzitz ab 1849 eine Gemeinde im Gerichtsbezirk Mährisch Budwitz. Zwischen 1850 und 1867 war Jiřice ein Ortsteil der Gemeinde Boskovštejn. Den herrschaftlichen Großgrundbesitz erwarb 1858 Karl Fürst von und zu Liechtenstein von der Familie Meraviglia. 1868 wurde Jiřice Teil des Bezirkes Znaim. 1871 bauten die Bewohner des Dorfes eine Verbindungsstraße zum Bahnhof Gröschlmaut. Im Jahre 1896 wurde die Gemeinde dem neugebildeten Bezirk Mährisch Budwitz zugeordnet. 1906 entstand die Bezirksstraße von Hostim nach Boskovštejn. Nach dem Tode Rudolfs von und zu Liechtenstein wurde der Großgrundbesitz 1908 an Ferdinand Graf Trauttmansdorff verkauft. Zwischen 1915 und 1918 lebten in Jiřice sechs italienische Familien aus Mori, die nach der Kriegserklärung Italiens aus Sicherheitsgründen umgesiedelt wurden. Die Gründung der Freiwilligen Feuerwehr erfolgte 1927. An das Elektrizitätsnetz wurde das Dorf 1938 angeschlossen. Nach der Auflösung des Okres Moravské Budějovice kam die Gemeinde 1960 zum Okres Znojmo und erhielt zur Unterscheidung von Jiřice u Miroslavi den Namen Jiřice u Moravských Budějovic. Zwischen 1964 und 1990 war Jiřice u Moravských Budějovic nach Hostim eingemeindet.

## Sehenswürdigkeiten
- Kapelle auf dem Dorfplatz, erbaut 1869
- Bildstock mit Bildnis des hl. Georg, an der Straße nach Hostim. Er wurde 1990 und 1997 instand gesetzt.
- Feuerwehrmuseum im Gebäude des Gemeindeamtes
- Kapelle des hl. Prokop, rechts der Straße nach Prokopov
- Aussichtsturm Anička. Der 10 m hohe hölzerne Turm liegt nördlich des Dorfes und ist Zielpunkt eines Meditationsweges mit 14 von der Malerin Bedřiška Znojemská (1928–2021) ausgestalteten Stationen. Er wurde im September 2011 eingeweiht.
- Reste der Burg Bukovina (Puchawein), nördlich des Dorfes über dem Nedvekatal
- Boskowsteiner Kapelle (Boskovštejnská kaple) am Teich „U kaple“, südwestlich des Dorfes am Prokopovský potok. Sie wurde 1743 von Konstantin Joachim von Gatterburg als Dank für seine Errettung im Jahre 1742 vor den preußischen Truppen errichtet